# Щучье (Эртильский район)
Щу́чье — село в Эртильском районе Воронежской области России. Административный центр Щучинского сельского поселения.

## География
Село находится в северной части Воронежской области в лесостепной зоне в пределах Окско-Донской равнины на правом берегу реки Битюг вблизи места впадения в неё реки Эртиль на расстоянии примерно 21 километра (по прямой) к западу-юго-западу (WSW) от города Эртиль —административного центра района. Абсолютная высота — 116 метров над уровнем моря.
Часовой пояс
Село Щучье находится в часовой зоне МСК (московское время). Смещение применяемого времени относительно UTC составляет +3:00.

## История
С 1928 по 1962 год являлось центром Щучинского района Центрально-Чернозёмной области (с 1934 года — Воронежской области).

## Население
| 1859 | 1897  | 1959  | 2000  | 2002  | 2010  |
| ---- | ----- | ----- | ----- | ----- | ----- |
| 3164 | ↗3551 | ↘2790 | ↘1648 | ↘1590 | ↘1306 |

Гендерный состав
По данным Всероссийской переписи населения 2010 года в гендерной структуре населения мужчины составляли 51,6 %, женщины — соответственно 48,4 %.
Национальный состав
Согласно результатам переписи 2002 года, в национальной структуре населения русские составляли 98 %.

## Инфраструктура
В селе функционируют средняя общеобразовательная школа, врачебная амбулатория, дом культуры, библиотека и отделение Почты России.

## Улицы
Уличная сеть села состоит из десяти улиц.

## Достопримечательности
На территории села расположен ряд памятников истории и архитектуры:
- Храм Дмитрия Солунского, 1801 г.
- Купеческий дом, конец XIX в.
- Здание земской больницы, начало XX в.
- Лавки, начало XX в.